# Giro dell'Appennino 2016
Il Giro dell'Appennino 2016, settantasettesima edizione della corsa, valevole come evento dell'UCI Europe Tour 2016 e della Coppa Italia 2016, di categoria 1.1, si svolse il 17 aprile 2016 su un percorso totale di 196,6 km. La vittoria fu appannaggio del russo Sergej Firsanov che terminò la gara in 4h55'45", alla media di 39,88 km/h, precedendo gli italiani Francesco Gavazzi e Mauro Finetto.
Sul traguardo di Chiavari 81 ciclisti portarono a termine la competizione.

## Squadre partecipanti
| N.    | Cod. | Squadra                     |
| ----- | ---- | --------------------------- |
| 1-8   | CJR  | Caja Rural-Seguros RGA      |
| 11-18 | LAM  | Lampre-Merida               |
| 21-28 | AND  | Androni Giocattoli-Sidermec |
| 31-36 | BAR  | Bardiani-CSF                |
| 41-48 | GAZ  | Gazprom-RusVelo             |
| 51-58 | STH  | Wilier Triestina-Southeast  |
| 61-68 | NIP  | Nippo-Vini Fantini          |
| 71-78 | ROT  | Team Roth                   |
| 81-88 | NMG  | Norda-MG.Kvis Vega          |

| N.      | Cod. | Squadra                       |
| ------- | ---- | ----------------------------- |
| 91-98   | MKT  | Meridiana-Kamen Team          |
| 101-108 | AMO  | Amore & Vita-Selle SMP        |
| 111-118 | AZT  | D'Amico-Bottecchia            |
| 121-128 | KLS  | Kolss-BDC Team                |
| 132-138 | CJC  | Christina Jewelry Pro Cycling |
| 141-148 | UNI  | Unieuro-Wilier                |
| 151-158 | GME  | GM Europa Ovini               |
| 161-166 | DDC  | Dimension Data for Qhubeka    |

## Ordine d'arrivo (Top 10)
| Pos. | Corridore         | Squadra      | Tempo    |
| ---- | ----------------- | ------------ | -------- |
| 1    | Sergej Firsanov   | Gazprom      | 4h55'45" |
| 2    | Francesco Gavazzi | Androni      | a 25"    |
| 3    | Mauro Finetto     | Unieuro      | s.t.     |
| 4    | Pierpaolo Ficara  | Amore & Vita | s.t.     |
| 5    | Matteo Busato     | Wilier       | s.t.     |
| 6    | Antonio Santoro   | Meridiana    | s.t.     |
| 7    | Simone Petilli    | Lampre       | s.t.     |
| 8    | Hugh Carthy       | Caja Rural   | a 35"    |
| 9    | Daniele Ratto     | Androni      | a 1'02"  |
| 10   | Marco Tizza       | D'Amico      | s.t.     |